# Wzór Taylora

Funkcja wykładnicza (czerwona linia ciągła) i odpowiadający jej wielomian Taylora czwartego stopnia (zielona linia przerywana) w okolicach początku układu współrzędnych.

Wzór Taylora – przedstawienie funkcji {\displaystyle (n+1)}-razy różniczkowalnej za pomocą sumy wielomianu {\displaystyle n}-tego stopnia, zależnego od kolejnych jej pochodnych oraz dostatecznie małej reszty. Twierdzenia mówiące o możliwości takiego przedstawiania pewnych funkcji (nawet dość abstrakcyjnych przestrzeni) noszą zbiorczą nazwę twierdzeń Taylora od nazwiska angielskiego matematyka Brooka Taylora, który opublikował na ten temat w 1715 roku małą książkę pt. Methodus incrementorum directa et inversa, która zawierała definicje lokalnego przybliżania funkcji rzeczywistych w podany niżej sposób. Ta własność funkcji różniczkowalnych znana była już przed Taylorem – w 1671 odkrył ją James Gregory.
W przypadku funkcji nieskończenie wiele razy różniczkowalnych, przedstawienie oparte na tej własności może przyjąć postać szeregu zwanego szeregiem Taylora. Poniżej podane jest uogólnione twierdzenie Taylora dla funkcji o wartościach w dowolnych przestrzeniach unormowanych – w szczególności jest więc ono prawdziwe dla funkcji o wartościach rzeczywistych czy wektorowych.

## Twierdzenie Taylora
Niech {\displaystyle f} będzie funkcją na przedziale {\displaystyle [a,b]} o wartościach rzeczywistych (bądź ogólniej, o wartościach w przestrzeni unormowanej {\displaystyle Y}) różniczkowalną {\displaystyle (n+1)}-razy w sposób ciągły (na końcach przedziału zakłada się różniczkowalność z lewej, bądź odpowiednio, z prawej strony). Wówczas dla każdego punktu {\displaystyle x} z przedziału {\displaystyle (a,b)} spełniony jest wzór zwany wzorem Taylora:
{\displaystyle {\begin{aligned}f(x)&=f(a)+{\frac {x-a}{1!}}f^{(1)}(a)+{\frac {(x-a)^{2}}{2!}}f^{(2)}(a)+\ldots +{\frac {(x-a)^{n}}{n!}}f^{(n)}(a)+R_{n}(x,a)\\&=\sum \limits _{k=0}^{n}\left({\frac {(x-a)^{k}}{k!}}f^{(k)}(a)\right)+R_{n}(x,a),\end{aligned}}}
gdzie {\displaystyle f^{(k)}(a)} jest pochodną k-tego rzędu funkcji {\displaystyle f} obliczoną w punkcie {\displaystyle a,} przy czym {\displaystyle R_{n}(x,a)} spełnia warunek
{\displaystyle \lim _{x\to a}{\frac {R_{n}(x,a)}{\|x-a\|^{n}}}=0.}
Funkcja {\displaystyle R_{n}(x,a)} nazywana jest resztą Peana we wzorze Taylora. W przypadku gdy {\displaystyle a=0,} wzór Taylora nazywany jest wzorem Maclaurina.
Przybliżanie funkcji za pomocą wzoru Taylora ma charakter lokalny, tzn. odnosi się jedynie do otoczenia wybranego punktu {\displaystyle a.} Jeżeli w zastosowaniach pojawia się potrzeba mówienia o innych wartościach, to zakłada się o nich najczęściej, że są dostatecznie bliskie punktu {\displaystyle a.} Sensowne wydaje się jednak pytanie o to, kiedy wielomian ze wzoru Taylora przybliża funkcję ze z góry zadaną dokładnością – w tym celu potrzebne jest dokładniejsze oszacowanie reszty lub po prostu wyrażenie jej w sposób jawny.

### Reszty we wzorze Taylora wyrażone w sposób jawny
W przypadku gdy {\displaystyle f} przyjmuje wartości rzeczywiste, resztę we wzorze Taylora można wyrazić w sposób jawny. Oto niektóre ze znanych przedstawień reszty:

#### Reszta w postaci całkowej
{\displaystyle R_{n}(x,a)=\int \limits _{a}^{x}{\frac {(x-t)^{n}}{n!}}f^{(n+1)}(t)dt.}

#### Reszta w postaci Lagrange’a
Istnieje takie {\displaystyle \theta \in [0,1],} że
{\displaystyle R_{n}(x,a)={\frac {(x-a)^{n+1}}{(n+1)!}}f^{(n+1)}(a+\theta (x-a)).}
Lub inaczej, istnieje takie {\displaystyle \xi \in [a,x]} dla {\displaystyle x>a} lub {\displaystyle \xi \in [x,a]} dla {\displaystyle x<a,} że
{\displaystyle R_{n}(x,a)={\frac {(x-a)^{n+1}}{(n+1)!}}f^{(n+1)}(\xi ).}
Uwaga: W tym przypadku założenie {\displaystyle Y=\mathbb {R} } nie jest istotne.

#### Reszta w postaci Cauchy’ego
Istnieje takie {\displaystyle \theta \in [0,1],} że
{\displaystyle R_{n}(x,a)={\frac {(x-a)^{n+1}}{n!}}(1-\theta )^{n}f^{(n+1)}(a+\theta (x-a)).}

#### Reszta w postaci Schlömilcha-Roche’a
Dla każdego {\displaystyle p>0} istnieje takie {\displaystyle \xi \in [a,x],} że
{\displaystyle R_{n}(x,a)={\frac {(x-a)^{p}(x-\xi )^{n+1-p}}{pn!}}f^{(n+1)}(\xi ).}
Dla {\displaystyle p=1} otrzymujemy postać Cauchy’ego reszty.

Dla {\displaystyle p=n+1} otrzymujemy postać Lagrange’a reszty.

### Szacowanie reszty
Jeżeli {\displaystyle f\colon [a,b]\to Y} jest {\displaystyle (n+1)}-krotnie różniczkowalna oraz istnieje takie {\displaystyle M\geqslant 0,} że
{\displaystyle \|f^{(n+1)}(x)\|\leqslant M} dla {\displaystyle x\in [a,b],}
to dla reszty {\displaystyle R_{n}(x,a)} we wzorze Taylora dla {\displaystyle f} mamy oszacowanie
{\displaystyle \|R_{n}(x,a)\|\leqslant {\frac {M}{(n+1)!}}|x-a|^{n+1}} dla {\displaystyle x\in [a,b].}
Przy czym za {\displaystyle M} wystarczy obrać supremum wartości jakie {\displaystyle (n+1)}-wsza pochodna funkcji {\displaystyle f} przyjmuje dla argumentów z przedziału {\displaystyle [a,b].}
Jeżeli natomiast, {\displaystyle f\colon [a,b]\to Y} jest {\displaystyle n}-krotnie różniczkowalna oraz {\displaystyle M_{1}} jest taką liczbą, że
{\displaystyle \|f^{(n)}(x)-f^{(n)}(a)\|\leqslant M_{1}} dla {\displaystyle x\in [a,b],}
to dla reszty {\displaystyle R_{n}(x,a)} we wzorze Taylora dla {\displaystyle f} mamy oszacowanie
{\displaystyle \|R_{n}(x,a)\|\leqslant {\frac {1}{n!}}M_{1}|x-a|^{n}} dla {\displaystyle x\in [a,b].}

### Konsekwencje
Z twierdzenia Taylora wynikają warunki wystarczające istnienia ekstremów lokalnych oraz punktów przegięcia. Kryteria te pozwalają znajdować punkty tego typu za pomocą pochodnych (różniczkowania) – istotne jest, czy wiodący człon rozwinięcia Taylora jest rzędu parzystego czy nieparzystego.

## Szereg Taylora
Jeśli funkcja {\displaystyle f\colon D\to Y,} gdzie {\displaystyle D\subseteq \mathbb {R} } oraz {\displaystyle Y,} tak jak poprzednio, jest przestrzenią unormowaną, ma w punkcie {\displaystyle x_{0}\in D} pochodne dowolnego rzędu, to można rozważać szereg
{\displaystyle \sum _{n=0}^{\infty }{\frac {1}{n!}}f^{(n)}(x_{0})(x-x_{0})^{n},}
gdzie przyjęto {\displaystyle f^{(0)}(x_{0})=f(x_{0}).} Szereg ten nazywamy szeregiem Taylora funkcji {\displaystyle f}. Jeżeli {\displaystyle x_{0}=0,} to szereg ten nazywamy szeregiem Maclaurina.
Samą funkcję {\displaystyle f} nazywa się funkcją analityczną w punkcie {\displaystyle x_{0},} jeśli dla pewnego otoczenia tego punktu powyższy szereg jest zbieżny punktowo do funkcji {\displaystyle f} (funkcja jest równa swojemu rozwinięciu Taylora). Jeśli jest ona analityczna w każdym punkcie dziedziny, to nazywa się ją po prostu analityczną lub gładką (zob. funkcja regularna). Pojęcie funkcji analitycznej określonej w dziedzinie zespolonej pokrywa się z pojęciem funkcji holomorficznej. W dziedzinie rzeczywistej tak nie jest, każda funkcja analityczna jest nieskończenie wiele razy różniczkowalna, ale nie na odwrót.
Przy założeniu istnienia pochodnych dowolnego rzędu funkcji {\displaystyle f\colon D\to Y} w punkcie {\displaystyle x_{0}\in D,} warunkiem koniecznym i wystarczającym na to, aby dla danego {\displaystyle x\in D} szereg Taylora funkcji {\displaystyle f} był zbieżny do {\displaystyle f(x),} jest, aby ciąg {\displaystyle (R_{n}(x,x_{0}))_{n\in \mathbb {N} }} reszt we wzorze Taylora był zbieżny do zera.
Szereg (wzór) Taylora jest efektywnym narzędziem aproksymacji funkcji dostatecznie dużo razy różniczkowalnych. Często do obliczenia przybliżonej wartości funkcji (o wartościach rzeczywistych), liczy się wartość dla {\displaystyle m}-tej sumy częściowej jej szeregu Taylora. Tak więc przybliżoną wartość funkcji rzeczywistej {\displaystyle f,} spełniającej powyższe założenia, można znaleźć, licząc kilka pierwszych wartości:
{\displaystyle f(x)\approx \sum _{k=0}^{N}{\frac {f^{(k)}(x_{0})(x-x_{0})^{k}}{k!}},}
przy czym błąd jest wtedy nie większy niż:
{\displaystyle \max _{\xi \in [x_{0},x]}\left\{(x-x_{0})\cdot \left|{\frac {f^{(N+1)}(x_{0})(\xi -x_{0})^{N+1}}{(N+1)!}}\right|\right\}.}

### Geneza i wyprowadzenie wzoru
Celem jest znalezienie dla dowolnej funkcji {\displaystyle f} co najmniej {\displaystyle n+1} razy różniczkowalnej, niebędącej skończonym wielomianem, odpowiadającego jej wielomianu {\displaystyle P} stopnia {\displaystyle n,} który jest równy funkcji {\displaystyle f,} tzn. dziedziny obu funkcji są takie same i dla każdego argumentu należącego do tej dziedziny wartości obu funkcji dla tego argumentu są również takie same:
{\displaystyle D_{f}=D_{P}=D\wedge \bigwedge _{x\in D}f(x)=P(x)}
Weźmy teraz pewien argument {\displaystyle a} należący do tej dziedziny, tzn. {\displaystyle a\in D.} Równanie {\displaystyle f(a)=P(a)} jest pierwszym warunkiem równości obu tych funkcji, ale niewystarczającym. Istnieje bowiem wiele (a dokładniej nieskończenie wiele) wielomianów stopnia {\displaystyle n,} które dla tego argumentu spełniają powyższą równość. Ponieważ jest to równanie funkcyjne, gdyż niewiadomą jest tutaj funkcja, a nie wartość liczbowa, jako drugi warunek równości obu funkcji może być porównanie ich pochodnych w punkcie {\displaystyle a,} czyli {\displaystyle f^{(1)}(a)=P^{(1)}(a).} Mając już 2 warunki równości obu funkcji, zawężamy zbiór dopuszczalnych rozwiązań, a więc wielomianów spełniających te równania, jednak nadal jest ich dużo (nieskończenie wiele), w związku z czym dodajemy trzecie równanie analogicznie, tym razem dla pochodnych tych funkcji stopnia 2, dalej dodajemy kolejne równanie – dla pochodnych stopnia 3 itd., zawężając za każdym nowym takim warunkiem coraz bardziej zbiór dopuszczalnych rozwiązań (cały czas jest ich jednak nieskończenie wiele). Na końcu dodajemy {\displaystyle (n+1)}-szy warunek porównujący pochodne {\displaystyle n}-tego stopnia naszych funkcji, co uznajemy za warunek wystarczający do wyznaczenia szukanego przez nas wielomianu. Należy jednak pamiętać, że jeśli {\displaystyle n} jest liczbą skończoną, tzn. zarówno ilość warunków, jak i współczynników naszego wielomianu {\displaystyle p_{k}} jest skończona, wówczas znaleziony wielomian nie będzie dokładnym rozwiązaniem, a jedynie przybliżonym w stopniu {\displaystyle n.} W rezultacie otrzymujemy poniższy układ równań.
{\displaystyle {\begin{cases}{\begin{matrix}f(a)&=&P(a)\\f^{(1)}(a)&=&P^{(1)}(a)\\f^{(2)}(a)&=&P^{(2)}(a)\\f^{(3)}(a)&=&P^{(3)}(a)\\\vdots \\f^{(n)}(a)&=&P^{(n)}(a)\end{matrix}}\end{cases}}}
Powyższy układ równań należy rozumieć jako wielomian, dla którego w punkcie {\displaystyle a} równe są sobie wartości funkcji {\displaystyle f} z {\displaystyle P,} ich pochodne, ich pochodne stopnia {\displaystyle 2,3,\dots ,n.} Wielomian {\displaystyle P} oznaczmy jako {\displaystyle P(a)=p_{0}+p_{1}a+p_{2}a^{2}+p_{3}a^{3}+\ldots +p_{n}a^{n},} gdzie niewiadomymi są jego współczynniki {\displaystyle p_{k}.} Wówczas powyższy układ równań staje się układem {\displaystyle n+1} równań z {\displaystyle n+1} niewiadomymi współczynnikami {\displaystyle p_{k}.}
{\displaystyle {\begin{cases}{\begin{matrix}f(a)&=&p_{0}&+&p_{1}a&+&p_{2}a^{2}&+&p_{3}a^{3}&+&\ldots &+&p_{n}a^{n}\\f^{(1)}(a)&=&&&p_{1}&+&2p_{2}a&+&3p_{3}a^{2}&+&\ldots &+&np_{n}a^{n-1}\\f^{(2)}(a)&=&&&&&2p_{2}&+&6p_{3}a&+&\ldots &+&n(n-1)p_{n}a^{n-2}\\f^{(3)}(a)&=&&&&&&&6p_{3}&+&\ldots &+&n(n-1)(n-2)p_{n}a^{n-3}\\\vdots \\f^{(n)}(a)&=&&&&&&&&&&&n!p_{n}\end{matrix}}\end{cases}}}
Układ ten można rozwiązać różnymi sposobami, np. za pomocą wyznaczników macierzy, stosując wzory Cramera, ale najprościej jest zastosować metodę eliminacji Gaussa, czyli podstawień elementarnych, poczynając od ostatniego {\displaystyle n}-tego równania, który zawiera tylko jedną niewiadomą, i posuwając się po kolei aż do pierwszego równania, gdyż każde równanie zawiera wszystkie niewiadome obliczone we wcześniej obliczonych równaniach plus jedną nową niewiadomą, co znacznie ułatwia rozwiązanie całego układu. Po jego rozwiązaniu, patrząc na jego rozwiązania, nietrudno zauważyć, że każde takie rozwiązanie sprowadzić można do postaci:
{\displaystyle p_{m}=\sum \limits _{k=m}^{n}{\frac {(-a)^{k-m}}{(k-m)!m!}}f^{(k)}(a).}
Na koniec obliczamy wartość funkcji {\displaystyle f(x),} a więc już dla dowolnego {\displaystyle x} należącego do dziedziny, czyli {\displaystyle x\in D} w oparciu o wielomian {\displaystyle P(x),} w którym za kolejne jego współczynniki {\displaystyle p_{k}} podstawiamy obliczone w powyższym układzie równań wyrażenia.
{\displaystyle f(x)=P(x)=p_{0}+p_{1}x+p_{2}x^{2}+p_{3}x^{3}+\ldots +p_{n}x^{n}.}
Po podstawieniu za wszystkie współczynniki {\displaystyle p_{k}} wyrażeń obliczonych we wcześniejszym układzie równań i uproszczeniu całego wyrażenia otrzymujemy wzór Taylora.
{\displaystyle f(x)=P(x)=\sum \limits _{k=0}^{n}{\frac {(x-a)^{k}}{k!}}f^{(k)}(a).}
Pamiętajmy, że w celu otrzymania dokładnego wielomianu {\displaystyle n} musi dążyć do nieskończoności, czyli {\displaystyle n\to \infty ,} tzn. zarówno ilość warunków w układzie równań, jak i współczynników naszego wielomianu {\displaystyle p_{k}} musi być nieskończona.

### Rozwinięcia niektórych funkcji w szereg Maclaurina
Wszystkie poniższe rozwinięcia są poprawne także po rozszerzeniu dziedziny funkcji na liczby zespolone – domyślnie {\displaystyle x} jest więc liczbą zespoloną, chyba że zaznaczono inaczej.

#### Pierwiastek kwadratowy
{\displaystyle {\sqrt {x+1}}=\sum _{n=0}^{\infty }{\frac {(-1)^{n}(2n)!}{(1-2n)(n!)^{2}4^{n}}}x^{n},\;|x|<1.}

#### Funkcja wykładniczailogarytm naturalny
{\displaystyle \mathrm {e} ^{x}=\sum _{n=0}^{\infty }{\frac {x^{n}}{n!}},}
{\displaystyle \ln(1+x)=\sum _{n=1}^{\infty }{\frac {(-1)^{n+1}}{n}}x^{n},\ -1<x\leqslant 1.}

#### Szereg geometryczny
{\displaystyle {\frac {x^{m}}{1-x}}=\sum _{n=m}^{\infty }x^{n},\;|x|<1.}

#### Uogólnionydwumian Newtona
{\displaystyle (1+x)^{\alpha }=\sum _{n=0}^{\infty }{\alpha  \choose n}x^{n},\;|x|<1,\alpha \in \mathbb {C} ,}
gdzie {\displaystyle {\alpha  \choose n}={\frac {\alpha !}{n!(\alpha -n)!}}={\frac {\alpha (\alpha -1)\ldots (\alpha -n+1)}{n!}}.}

#### Funkcje trygonometryczneicyklometryczne

Im większy stopień wielomianu interpolacyjnego we wzorze Taylora, tym lepiej przybliża on wyjściową funkcję. Na rysunku: rozwinięcia funkcji sinus stopnia 1, 3, 5, 7, 9, 11 i 13.

{\displaystyle \sin x=\sum _{n=0}^{\infty }{\frac {(-1)^{n}}{(2n+1)!}}x^{2n+1}\quad =x-{\frac {x^{3}}{3!}}+{\frac {x^{5}}{5!}}-\ldots }
{\displaystyle \cos x=\sum _{n=0}^{\infty }{\frac {(-1)^{n}}{(2n)!}}x^{2n}\quad =1-{\frac {x^{2}}{2!}}+{\frac {x^{4}}{4!}}-\ldots }
{\displaystyle \operatorname {tg} x=\sum _{n=1}^{\infty }{\frac {B_{2n}(-4)^{n}(1-4^{n})}{(2n)!}}x^{2n-1}\quad =x+{\frac {x^{3}}{3}}+{\frac {2x^{5}}{15}}+\ldots ,\;|x|<{\frac {\pi }{2}}}
gdzie {\displaystyle B_{n}} oznaczają liczby Bernoulliego.
{\displaystyle \sec x=\sum _{n=0}^{\infty }{\frac {(-1)^{n}E_{2n}}{(2n)!}}x^{2n},\;|x|<{\frac {\pi }{2}}}
gdzie {\displaystyle E_{n}} oznaczają liczby Eulera.
{\displaystyle \arcsin x=\sum _{n=0}^{\infty }{\frac {(2n)!}{4^{n}(n!)^{2}(2n+1)}}x^{2n+1},\;|x|\leqslant 1}
{\displaystyle \arccos x={\frac {\pi }{2}}-\arcsin x={\frac {\pi }{2}}-\sum _{n=0}^{\infty }{\frac {(2n)!}{4^{n}(n!)^{2}(2n+1)}}x^{2n+1},\;|x|\leqslant 1}
{\displaystyle \operatorname {arctg} x=\sum _{n=0}^{\infty }{\frac {(-1)^{n}}{2n+1}}x^{2n+1}}

#### Funkcje hiperboliczneiarea hiperboliczne
{\displaystyle \sinh(x)=\sum _{n=0}^{\infty }{\frac {1}{(2n+1)!}}x^{2n+1},}
{\displaystyle \cosh(x)=\sum _{n=0}^{\infty }{\frac {1}{(2n)!}}x^{2n},}
{\displaystyle \operatorname {tgh} (x)=\sum _{n=1}^{\infty }{\frac {B_{2n}4^{n}(4^{n}-1)}{(2n)!}}x^{2n-1},\;|x|<{\frac {\pi }{2}},}
{\displaystyle \operatorname {arsinh} (x)=\sum _{n=0}^{\infty }{\frac {(-1)^{n}(2n)!}{4^{n}(n!)^{2}(2n+1)}}x^{2n+1},\;|x|<1,}
{\displaystyle \operatorname {artgh} (x)=\sum _{n=0}^{\infty }{\frac {1}{2n+1}}x^{2n+1},\;|x|<1.}

#### Funkcja W Lamberta
{\displaystyle W_{0}(x)=\sum _{n=1}^{\infty }{\frac {(-n)^{n-1}}{n!}}x^{n},\;|x|<{\frac {1}{\mathrm {e} }}.}

### Uogólnione twierdzenie Taylora
Prawdziwe jest także następujące uogólnienie twierdzenie Taylora, zwane również twierdzeniem Taylora.
Niech szereg potęgowy {\displaystyle \sum _{n=0}^{\infty }c_{n}x^{n}} będzie zbieżny dla {\displaystyle |x|<R} i niech {\displaystyle f(x)} oznacza sumę tego szeregu na przedziale {\displaystyle (-R,R).} Jeżeli {\displaystyle a\in (-R,R),} to funkcję {\displaystyle f} można rozwinąć w punkcie {\displaystyle x=a} w szereg potęgowy, który jest zbieżny dla {\displaystyle |x-a|<R-|a|,} przy czym
{\displaystyle f(x)=\sum _{n=0}^{\infty }{\frac {f^{(n)}(a)}{n!}}(x-a)^{n}.}

### Przykłady obliczania

#### Przykład 1
Znaleźć sumę częściową szeregu Maclaurina funkcji
{\displaystyle f(x)=\ln \cos x,}
będącą wielomianem stopnia 6.
Korzystając ze znanych rozwinięć w szereg Maclaurina logarytmu i cosinusa
{\displaystyle \ln(1+x)=x-{\tfrac {x^{2}}{2}}+{\tfrac {x^{3}}{3}}-\ldots }
{\displaystyle \cos x-1=-{\tfrac {x^{2}}{2}}+{\tfrac {x^{4}}{24}}-{\tfrac {x^{6}}{720}}+\dots ,}
podstawiamy odpowiednio i upraszczamy, pomijając jednomiany stopnia wyższego od 6:
{\displaystyle \ln \cos x\approx (-{\tfrac {x^{2}}{2}}+{\tfrac {x^{4}}{24}}-{\tfrac {x^{6}}{720}})-{\tfrac {\left(-{\tfrac {x^{2}}{2}}+{\tfrac {x^{4}}{24}}\right)^{2}}{2}}+{\tfrac {\left(-{\tfrac {x^{2}}{2}}\right)^{3}}{3}}}
{\displaystyle =-{\tfrac {x^{2}}{2}}+{\tfrac {x^{4}}{24}}-{\tfrac {x^{6}}{720}}-{\tfrac {x^{4}}{8}}+{\tfrac {x^{6}}{48}}-{\tfrac {x^{6}}{24}}}
{\displaystyle =-{\tfrac {x^{2}}{2}}-{\tfrac {x^{4}}{12}}-{\tfrac {x^{6}}{45}}.}

#### Przykład 2
Znaleźć postać szeregu Maclaurina funkcji
{\displaystyle g(x)={\tfrac {e^{x}}{\cos x}}.}
Korzystamy ze znanych rozwinięć w szereg Maclaurina funkcji wykładniczej i cosinusa
{\displaystyle e^{x}=\sum _{n=0}^{\infty }{\frac {x^{n}}{n!}}=1+x+{\frac {x^{2}}{2!}}+{\frac {x^{3}}{3!}}+{\frac {x^{4}}{4!}}+\ldots }
{\displaystyle \cos x=1-{\frac {x^{2}}{2!}}+{\frac {x^{4}}{4!}}-\ldots }
Planujemy postać szeregu Maclaurina:
{\displaystyle {\frac {e^{x}}{\cos x}}=c_{0}+c_{1}x+c_{2}x^{2}+c_{3}x^{3}+\ldots }
Mnożymy powyższe wyrażenie przez {\displaystyle \cos x}
{\displaystyle {\begin{aligned}e^{x}&=(c_{0}+c_{1}x+c_{2}x^{2}+c_{3}x^{3}+\ldots )\cos x\\&=\left(c_{0}+c_{1}x+c_{2}x^{2}+c_{3}x^{3}+c_{4}x^{4}+\ldots \right)\left(1-{\frac {x^{2}}{2!}}+{\frac {x^{4}}{4!}}-\ldots \right)\\&=c_{0}-{\frac {c_{0}}{2}}x^{2}+{\frac {c_{0}}{4!}}x^{4}+c_{1}x-{\frac {c_{1}}{2}}x^{3}+{\frac {c_{1}}{4!}}x^{5}+c_{2}x^{2}-{\frac {c_{2}}{2}}x^{4}+{\frac {c_{2}}{4!}}x^{6}+c_{3}x^{3}-{\frac {c_{3}}{2}}x^{5}+{\frac {c_{3}}{4!}}x^{7}+\ldots \end{aligned}}}
Po uporządkowaniu współczynników przy odpowiednich potęgach {\displaystyle x} otrzymamy:
{\displaystyle e^{x}=c_{0}+c_{1}x+\left(c_{2}-{\frac {c_{0}}{2}}\right)x^{2}+\left(c_{3}-{\frac {c_{1}}{2}}\right)x^{3}+\left(c_{4}+{\frac {c_{0}}{4!}}-{\frac {c_{2}}{2}}\right)x^{4}+\ldots }
Porównujemy współczynniki powyższego rozwinięcia i rozwinięcia w szereg Maclaurina funkcji wykładniczej
{\displaystyle e^{x}=1+x+{\frac {1}{2!}}x^{2}+{\frac {1}{3!}}x^{3}+{\frac {1}{4!}}x^{4}+\ldots }
Otrzymamy
{\displaystyle c_{0}=1}
{\displaystyle c_{1}=1}
{\displaystyle c_{2}-{\tfrac {c_{0}}{2}}={\tfrac {1}{2!}}\to c_{2}=1}
{\displaystyle ...}
Dostaniemy ostatecznie:
{\displaystyle {\tfrac {e^{x}}{\cos x}}\approx 1+x+x^{2}+{\frac {2}{3}}x^{3}+{\frac {1}{2}}x^{4}+{\frac {29}{120}}x^{5}+\cdots }

#### Przykład zastosowania
Obliczyć w przybliżeniu {\displaystyle {\sqrt {10}}.}
{\displaystyle {\sqrt {9}}} jest znany, podobnie jak wartości kolejnych pochodnych funkcji {\displaystyle f(x)={\sqrt {x}}} w punkcie {\displaystyle x=9,} tak więc:
{\displaystyle {\sqrt {10}}=\sum _{k=0}^{\infty }{\tfrac {f^{(k)}(9)(10-9)^{k}}{k!}}=\sum _{k=0}^{\infty }{\tfrac {f^{(k)}(9)}{k!}}\approx \sum _{k=0}^{N}{\tfrac {f^{(k)}(9)}{k!}}}
{\displaystyle {\sqrt {10}}\approx {\sqrt {9}}+{\tfrac {1}{2{\sqrt {9}}}}-{\tfrac {1}{8({\sqrt {9}})^{3}}}+{\tfrac {3}{48({\sqrt {9}})^{5}}}=3+{\tfrac {1}{6}}-{\tfrac {1}{216}}+{\tfrac {1}{3888}}=3+{\tfrac {631}{3888}}\approx 3{,}162294238683127572016}
{\displaystyle \left(3+{\tfrac {631}{3888}}\right)^{2}=10+{\tfrac {1585}{15116544}}.}
Przy czym błąd jest nie większy niż:
{\displaystyle \max _{\xi \in [9,10]}\left((10-9)\left|{\tfrac {15}{384({\sqrt {\xi }})^{7}}}\right|\right)={\tfrac {15}{384({\sqrt {9}})^{7}}}={\tfrac {15}{839808}}\approx 0{,}000017861.}

## Literatura dodatkowa
- Grigorij M. Fichtenholz: Rachunek różniczkowy i całkowy. Wyd. trzecie fotograficzne. T. I. Warszawa: Państwowe Wydawnictwo Naukowe, 1966, s. 201–218.
- Witold Kołodziej: Analiza matematyczna. Warszawa: PWN, 1979. Brak numerów stron w książce
- Krzysztof Maurin: Analiza – Część I – Elementy. Warszawa: PWN, 1976. Brak numerów stron w książce
- Walter Rudin: Podstawy analizy matematycznej. Warszawa, Poznań: PWN, 2000. ISBN 83-01-02846-7. Brak numerów stron w książce